# Power BI
Power BI je komplexní softwarové řešení pro business analýzu (BI) od společnosti Microsoft, které spojuje několik softwarových produktů s jednotným technologickým a vizuálním designem, konektory (bránami) a webovými službami. Power BI patří do kategorie self-service BI a BI s rezidentním výpočtem (angl. in-memory computing). Je součástí jednotné platformy Microsoft Power Platform.
Hlavním a prvním produktem této řady je Power BI Desktop, který zahrnuje tři integrované komponenty, z nichž každá má své vlastní rozhraní:
- Power Query (editor dotazů) — provádí načítání a čištění dat (ETL).
- PowerPivot (datové sady a datové modely) — rozhraní pro práci s tabulkovými daty v operační paměti, kde se provádějí dotazy na data, agregace, výpočty a další operace.
- Power View [2]— subsystém pro vizualizaci a tvorbu reportů (Reporting).

## Hlavní produkty
- Power BI Desktop – lokální verze pro jednoho uživatele, klíčový produkt řady pro platformu Windows. Pojem „Power BI“ často označuje právě tuto Desktop verzi.
- Power BI Services – SaaS aplikace dostupná pouze prostřednictvím webového rozhraní.
- Power BI Embedded – speciální edice služeb Power BI na platformě Azure (PaaS), určená pro vývojáře softwaru, kteří chtějí integrovat BI do svých vlastních aplikací.
- Power BI Mobile – mobilní verze aplikace dostupné pro různé platformy (Android, iOS) s podporou webových i on-premise řešení[3].
- Power BI Report Server – lokální (on-premise) server pro generování a správu reportů, integrovaný s webovým portálem.
- PBI Gateways – zajišťují přístup webových aplikací, jako je Power BI Services, k lokálním datům bez nutnosti ruční aktualizace

## Lokalizace
Rozhraní Power BI je lokalizováno do 44 jazyků, včetně češtiny. Funkce vestavěných jazyků dotazů v prostředí vývoje — DAX a Power Query — nejsou lokalizovány a zapisují se vždy v angličtině, ale obsahují lokalizovanou kontextovou nápovědu. Lokalizované verze Power BI Desktop a Power BI Services umožňují přepínání jazyka rozhraní mezi lokalizovanou verzí a angličtinou a zpět.

## Licence
Power BI nabízí několik typů licencování, přičemž pro použití i bezplatných verzí je doporučeno mít firemní účet u Microsoftu. To znamená, že nelze použít účet s e-mailovou adresou na bezplatném e-mailovém servisu (například @gmail.com, @seznam.cz atd.).
| Produkt                | Licence                           | Typ licence                 |
| ---------------------- | --------------------------------- | --------------------------- |
| Power BI Desktop       | zdarma                            | -                           |
| Power BI Services      | zdarma / placený (Pro, Premium)   | na uživatele / tarifní plán |
| Power BI Embedded      | placený                           | tarifní plán                |
| Power BI Mobile        | zdarma                            | -                           |
| Power BI Report Server | placený                           | tarifní plán / předplatné   |
| Power BI Gateway       | v rámci licence hlavního produktu | -                           |

## Historie
Software byl původně používán jako Power Pivot a Power Query v Microsoft Excel. Aplikace byla původně navržena Thierry D'Hers a Amir Netzem z týmu SQL Server Reporting Services ve společnosti Microsoft. Původní návrh vytvořil Ron George v létě 2010 a projekt byl pojmenován Project Crescent. Projekt Crescent byl poprvé k dispozici pro veřejné stažení 11. července 2011, a to v rámci SQL Server Codename Denali. Později byl přejmenován na Power BI a byl veřejně odhalen společností Microsoft v září 2013 jako Power BI for Office 365.
První verze Power BI byla založena na doplňcích pro Microsoft Excel: Power Query, Power Pivot a Power View. Postupem času Microsoft přidal mnoho dalších funkcí, jako je otázky a odpovědi, podniková konektivita dat a bezpečnostní možnosti prostřednictvím Power BI Gateways. Power BI byl poprvé uvolněn pro veřejnost v roce 2015. Má několik verzí pro desktop, web a mobilní aplikace.
Také v roce 2015 Microsoft oznámil, že koupil kanadskou společnost Datazen, aby „doplnil Power BI, naši cloudovou analytickou službu pro podniky, čímž rozšíříme naše mobilní možnosti pro zákazníky, kteří potřebují mobilní BI řešení implementované on-premises a optimalizované pro SQL Server.“ Většina vizuálů v Power BI původně pocházela z vizuálů společnosti Datazen.